# Posanarquismo
El posanarquismo se trata de una multiplicidad heterogénea de teorías políticas radicales que se articula, según los casos, con el pensamiento del posestructuralismo, el posmodernismo, el poscolonialismo y el posmarxismo, siempre con la intención de superar las nociones modernas del anarquismo y conservando, no obstante, el carácter antiautoritario, el rechazo simultáneo al capitalismo y a la forma/Estado, característico del anarquismo socialista.
El prefijo pos- no significa ‘después del anarquismo’, sino que hace referencia a la ruptura respecto a las suposiciones aceptadas dentro de los marcos teóricos que emergieron durante la Ilustración. Esto significa un rechazo básico de las fundaciones epistemológicas de las teorías anarquistas clásicas, debido a su tendencia hacia nociones esencialistas o reduccionistas, aún sin obviar las importantes excepciones a estos marcos teóricos (Emma Goldman, Max Stirner, Friedrich Nietzsche, etc.). Este tipo de acercamiento muestra que más que estar reprimidos por el poder, somos producidos por este, por consiguiente advierte a aquellos que luchan contra el poder (en la forma de dominación) acerca de como su resistencia con frecuencia deviene sobredeterminada por los efectos del poder. El posanarquismo argumenta también contra el anarquismo temprano que el capitalismo y el Estado no son los únicos focos de dominación, y que por lo tanto se deben desarrollar nuevos enfoques que combatan las estructuras de dominación en red que caracterizan la modernidad-tardía. 
Algunos puntos comunes dentro del posanarquismo son:
- La comprensión del sujeto como efecto de las relaciones discursivas, la performatividad el deseo o el poder.
- El rechazo respecto a la hipótesis represiva y la reconceptualización del poder
- La desnaturalización del cuerpo y la sexualidad (ver teoría queer)
- La metodología y perspectiva de la genealogía
- La deconstrucción de las oposiciones binarias de la filosofía occidental
- La deconstrucción de los roles de género a través del feminismo posestructuralista.
- La concepción de la teoría como una caja de herramientas.
- El rechazo a la forma/Estado y al capital en tanto que capturas del común y la singularidad.

Se llevó a la práctica en la comuna de Villademoros, en el concejo Asturiano de Valdés. Los resultados de esta comuna son controvertidos: primaba la precariedad, pero fue una de las comunidades más abiertas y libres de los tiempos recientes.

## Enfoques
El primero en utilizar tal expresión fue Hakim Bey, quien en Comunicados de la Asociación de la Anarquía Ontológica (1987) definió como «anarquía posanarquista» cierta voluntad de recoger la lucha allá "donde la dejaron el situacionismo en el 68 y la Autonomía en los setenta, y llevarla a su siguiente fase". En su breve escrito Bey hacía un llamamiento a superar el anarquismo occidental y blanco, en favor de una mestiza participación en y una apertura a todas las culturas, con el fin de superar cualquier resto de "racismo psíquico". Consideraba que el anarquismo debía abrirse más a lo "negro", a lo "gitano", a los mil colores, y aprender decididamente de multitud de distintas experiencias no occidentales alternativas, "orientales", "tribales", etc. Hakim Bey hacía un llamamiento a abandonar cualquier forma de purismo ideológico y también, en un nivel epistemológico, consideraba que el anarquismo debía librarse del "materialismo evangélico y del banal cientifismo bidimensional del siglo XIX". Del mismo modo, consideraba que el anarquismo no podía permanecer ajeno a las últimas transformaciones sociales; tanto a las posibilidades que estas abren como a los nuevos peligros que encierran. En palabras de Bey, "la desespacialización de la sociedad posindustrial facilita ciertas ventajas (p. ej. la creación de tramas digitales) pero puede también manifestarse como una forma de opresión (falta de hogar, desarrollismo, despersonalización de la arquitectura, devastación de la naturaleza, etc.)". En su opinión "las comunas de los sesenta intentaron dar un rodeo a estas fuerzas pero fracasaron", sin embargo apuntaron un matiz político de verdadera importancia. Enfocaron la revolución en la vida cotidiana, en el aquí y ahora, y retomaron el legado utopista (Fourier et al), reinventándolo. La cuestión por tanto es volver a pensar 

¿Cómo podemos separar el concepto de espacio de los mecanismos de control? Los gangsters territoriales, las naciones-estado, han metido mano al mapa entero. ¿Quién habrá de inventarnos una cartografía de la autonomía, quién puede dibujar un mapa que incluya nuestros deseos?

. Con el fin de retomar y avanzar en tal política Hakim Bey elaboró su concepto Zona Temporalmente Autónoma y posteriormente, los de Zona Permanentemente Autónoma, Zona Periódicamente Autónoma  y No Go Zone. En lo relativo a la subjetividad, la cartografía de la Autonomía debía incluir, además del mencionado rechazo al racismo psíquico, cuestiones tales como nuevas formas de creatividad artística y musical, formas hedonistas de rechazo al trabajo o reconstrucciones de la sexualidad a partir de una "doctrina del gozo" que abandonase toda vergüenza y todo "odio por el mundo".
Más allá de esta primera y breve definición, una ola de pensamiento posanarquista se articuló a través de una seria de libros fundamentales: On Anarchy adn Schizoanalisis de Rolando Pérez (1990), que combinaba el anarquismo, la perspectiva del arte y el esquizoanálisis de Gilles Deleuze y Félix Guattari; The Political Philosophy of Poststructuralist Anarchism  del filósofo Todd May (1994), un intento de definir el anarquismo posestructural a partir de las aportaciones de Michel Foucault, Jean-François Lyotard y Deleuze; Postmodern Anarchism de Lewis Call (2001), una versión posmoderna entre el anarquismo y el ciberpunk; From Bakunin to Lacan: Anti-Authoritarianism and the Dislocation of Power del politólogo Saul Newman (2003), que defendía un posanarquismo no necesariamente posestructural, y lo hacía a través de la articulación del pensamiento de Max Stirner, Mijaíl Bakunin, Jacques Lacan, Michel Foucault y Jacques Derrida principalmente; y Pequeño léxico filosófico del anarquismo: de Proudhon a Deleuze del sociólogo Daniel Colson (2003), que al contrario que las obras anteriormente citadas intenta señalar, más que sus diferencias, las semejanzas entre el anarquismo clásico y el posestructuralismo.